# Chyortovo koleso

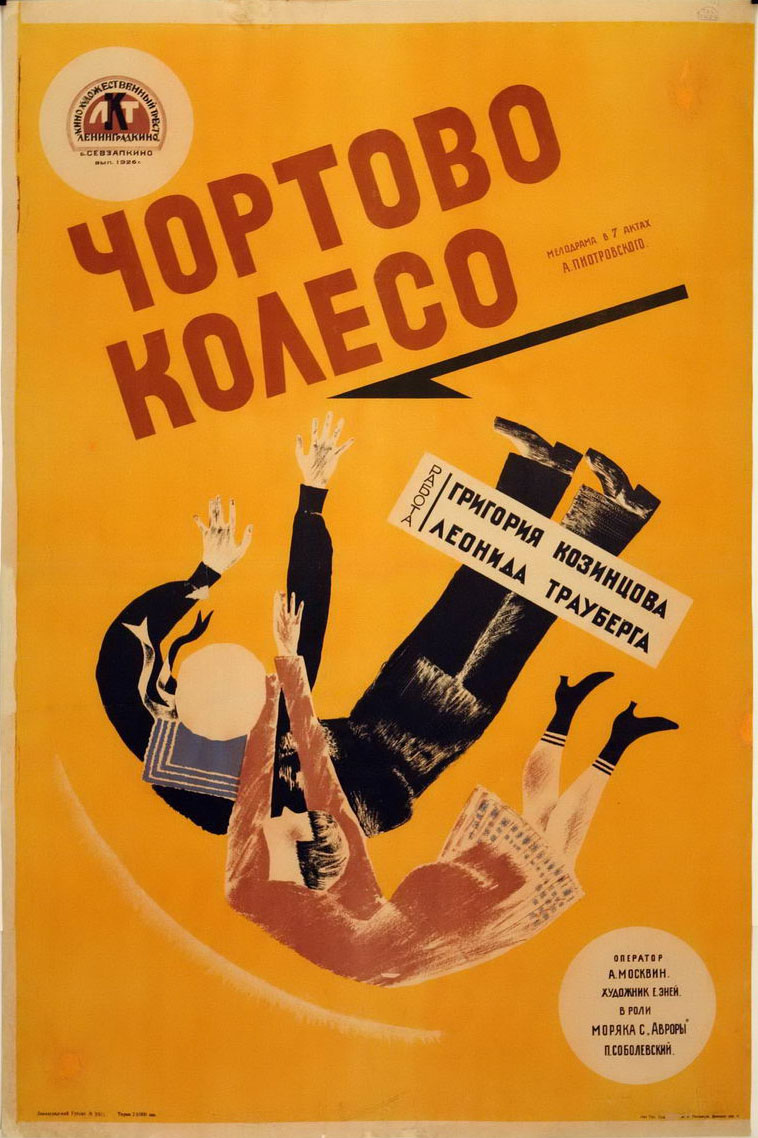

Chyortovo koleso é um filme de drama soviético de 1926 dirigido por Grigory Kozintsev e Leonid Trauberg.

## Enredo
O marinheiro Shorin no parque encontra uma garota e cai na companhia de criminosos, com os quais faz várias incursões de ladrões, após o que retorna ao navio, onde aguarda julgamento.

## Elenco
- N. Foregger
- Emil Gal
- Sergey Gerasimov
- Andrei Kostrichkin
- Lyudmila Semyonova como Valya
- Pyotr Sobolevsky como Vanya Shorin
- Antonio Tserep
- Yanina Zheymo
- Mikhail Shifman